# Eugene Cook
Pour les articles homonymes, voir Cook.
Eugene Beauharnais Cook est un compositeur américain de problèmes d'échecs né le 18 mai 1830 à New York et mort le 19 mars 1915 à Hoboken. Il fut un des premiers membres de l'école nord-américaine de problèmes d'échecs (avec Sam Loyd et William Shinkman).
Il est le coauteur de American Chess Nuts, une collection de plus de 2 400 problèmes et études représentant les débuts du problème d'échecs aux États-Unis et parue en 1868. Sa bibliothèque avait plus de trois mille ouvrages, seulement dépassée par celle de Alain White.
Après sa mort, 650 problèmes de Cook ont été recueillis en 1927 dans The Chess Companion of E. B. Cook of Hoboken.
Cook était connu comme un « démolisseur » de problèmes erronés. Les problèmes démolis sont appelés aux États-Unis : « cooked », le verbe cook signifiant aux échecs : examiner un problème.